# Neodon sikimensis
Neodon sikimensis (сіккімська гірська) — вид гризунів родини Cricetidae. Зустрічається в Бутані, Індії, Непалі та Китаї на висотах від 2100 до 3700 м над рівнем моря. Це денна, рийна, зграйна полівка, яка живе групами до 20 особин. Населяє альпійські луки і густу рослинність, що росте на узліссях рододендронів і хвойних лісів. Живе під камінням, кущами або листям на підстилці. Рідко виходить на відкриту місцевість і здебільшого зустрічається в тунелях.

## Морфологічний опис
Сіккімська гірська полівка має довжину голови і тіла від 97 до 119 мм і довжину хвоста від 30 до 52 мм. Спинна шерсть темно-коричнева, низ темно-сірий і є проміжна смужка вохристо-коричневого кольору в місці з’єднання двох кольорів. Верхня поверхня передніх і задніх лап коричнево-біла, а хвіст двоколірний, коричневий зверху і білий знизу. Сіккімська гірська полівка дуже схожа зовні на китайську полівку (Neodon Irene), хоча їх можна відрізнити за зубами.

## Спосіб життя
Тварини харчуються переважно зеленими частинами рослин, рідше насінням. Є обмежені дані про розмноження; вагітні самки були відловлені з двома або трьома ембріонами.